# Rolde
Rolde – wieś w Holandii, w prowincji Drenthe, w gminie Aa en Hunze. Była siedzibą oddzielnej gminy do 1998 r.